# Anagrus insularis
Anagrus insularis är en stekelart som beskrevs av Dozier 1936. Anagrus insularis ingår i släktet Anagrus och familjen dvärgsteklar. Inga underarter finns listade i Catalogue of Life.